# Catedral de Berlín
La Catedral de Berlín (Berliner Dom en alemany) és un temple de l'Església evangèlica situat a Berlín, al districte de Mitte.

## Història
L'edifici actual va ser construït entre 1895 i 1905. El lloc on es troba aquest edifici l'ocupava anteriorment una catedral barroca construïda per Johann Boumann culminada en 1747 i posteriorment remodelada en 1822 per l'arquitecte berlinés Karl Friedrich Schinkel en estil neoclàssic. Aquesta catedral va ser demolida en 1894 per ordre de l'emperador Guillem II i va ser reemplaçada per l'actual, dissenyada per Julius Raschdorff en l'estil neobarroc de finals de s. XIX i inicis de s. XX.
Durant la Segona Guerra Mundial, el temple va ser greument danyat pels bombardejos. Fins a 1975, data en la qual van començar els treballs de reconstrucció, es va col·locar un sostre provisional per protegir l'interior. Aquests treballs van concloure en 1993, amb un nou disseny de la part superior més simple i de menor altura que l'original.

## Descripció
La seua portada s'encara al jardí Lustgarten i al Palau Reial de Berlín (Berliner Stadtschloss). Mesura 114 m de llarg, 73 d'ample i 116 d'alt, sent molt més gran que les construccions que prèviament havien existit en aqueix lloc. Es va pensar com un gran temple protestant que contrarestara la influència de la Basílica de Sant Pere del Vaticà.
La catedral es troba a poca distància de l'Illa dels Museus, un dels llocs més visitats de la ciutat.